# 豊島区立舞台芸術交流センター
豊島区立舞台芸術交流センター（としまくりつぶたいげいじゅつこうりゅうセンター）は、東京都豊島区にある芸術文化施設である。愛称はあうるすぽっと。

## 概要
2007年9月、豊島区の文化施設として東池袋駅前のライズアリーナビル内に開設された。301席収容の劇場がある。池袋唯一の区立劇場として、劇場プロデュース公演、共催公演などの公演プログラムとワークショップやレクチャーなどの育成プログラムを中心に運営されている。
指定管理者制度が導入されており、公益財団法人としま未来文化財団が管理運営を受託している。